# Haltérophilie aux Jeux olympiques d'été de 2012 - Moins de 85 kg hommes
Navigation
Pékin 2008 Rio de Janeiro 2016
L'épreuve des moins de 85 kg en haltérophilie des Jeux olympiques d'été de 2012 a lieu le 3 août dans le ExCeL de Londres.

## Médaillés
| Or               | Argent           | Bronze      |
| Adrian Zieliński | Kianoush Rostami | Tarek Yehia |

## Calendrier
Toutes les heures sont en British Summer Time (UTC+1).
| Date                 | Heure           | Tour              |
| -------------------- | --------------- | ----------------- |
| Vendredi 3 août 2012 | 10 h 00 19 h 00 | Groupe B Groupe A |

## Résultats
Apti Aukhadov de Russie, médaillé d'argent lors des Jeux est reconnu coupable de dopage au chlorodehydromethyltestosterone et au drostanolone et se voit retirer sa médaille en 2016. La médaille d'argent revient donc au troisième de l'épreuve, l'iranien Kianoush Rostami et le bronze à l'égyptien Tarek Yehia.
| Rang                                | Athlète            | Pays                      | Groupe | Poids | Arraché (kg) | Arraché (kg) | Arraché (kg) | Arraché (kg) | Épaulé-jeté (kg) | Épaulé-jeté (kg) | Épaulé-jeté (kg) | Épaulé-jeté (kg) | Total |
| Rang                                | Athlète            | Pays                      | Groupe | Poids | 1            | 2            | 3            | Résultat     | 1                | 2                | 3                | Résultat         | Total |
| ----------------------------------- | ------------------ | ------------------------- | ------ | ----- | ------------ | ------------ | ------------ | ------------ | ---------------- | ---------------- | ---------------- | ---------------- | ----- |
| Médaille d'or, Jeux olympiques      | Adrian Zieliński   | Pologne                   | A      | 84.62 | 170          | 174          | 176          | 174          | 206              | 206              | 211              | 211              | 385   |
| Médaille d'argent, Jeux olympiques  | Kianoush Rostami   | Iran                      | A      | 84.35 | 171          | 174          | 174          | 171          | 209              | 214              | 214              | 209              | 380   |
| Médaille de bronze, Jeux olympiques | Tarek Yehia        | Égypte                    | A      | 84.70 | 160          | 165          | 167          | 165          | 205              | 210              | 216              | 210              | 375   |
| 4                                   | Ivan Markov        | Bulgarie                  | A      | 84.71 | 168          | 172          | 172          | 172          | 203              | 209              | 209              | 203              | 375   |
| 5                                   | Ragab Abdelhay     | Égypte                    | A      | 84.81 | 161          | 165          | 167          | 165          | 202              | 207              | 210              | 207              | 372   |
| 6                                   | Yoelmis Hernández  | Cuba                      | A      | 82.28 | 158          | 158          | 163          | 163          | 205              | 210              | 210              | 205              | 368   |
| 7                                   | Mikalai Novikau    | Biélorussie               | B      | 84.71 | 163          | 167          | 170          | 167          | 192              | 196              | 200              | 196              | 363   |
| 8                                   | Rauli Tsirekidze   | Géorgie                   | B      | 84.49 | 162          | 167          | 167          | 162          | 195              | 200              | 202              | 200              | 362   |
| 9                                   | Kendrick Farris    | États-Unis                | B      | 84.70 | 150          | 150          | 155          | 155          | 190              | 200              | 208              | 200              | 355   |
| 10                                  | Sherzodjon Yusupov | Ouzbékistan               | B      | 84.72 | 150          | 155          | 159          | 155          | 180              | 195              | 195              | 195              | 350   |
| 11                                  | Pitaya Tibnoke     | Thaïlande                 | B      | 84.47 | 152          | 156          | 156          | 152          | 193              | 196              | 202              | 196              | 348   |
| 12                                  | Safaa Rashed       | Irak                      | B      | 83.01 | 145          | 150          | 156          | 150          | 195              | 195              | 200              | 195              | 345   |
| 13                                  | Richie Patterson   | Nouvelle-Zélande          | B      | 84.46 | 150          | 150          | 154          | 150          | 183              | 186              | 195              | 186              | 336   |
| 14                                  | Steven Kari        | Papouasie-Nouvelle-Guinée | B      | 84.74 | 135          | 140          | 145          | 140          | 175              | 180              | 185              | 180              | 320   |
| 15                                  | Nezir Sağır        | Turquie                   | B      | 83.45 | 130          | 130          | 140          | 140          | 160              | 170              | 175              | 175              | 315   |
| –                                   | Lu Yong            | Chine                     | A      | 84.54 | 175          | 178          | 180          | 178          | 205              | 205              | 205              | —                | Abd   |
| –                                   | Mansur Rejepov     | Turkménistan              | B      | 84.57 | 160          | 165          | 168          | 160          | 188              | 188              | 190              | —                | Abd   |
| –                                   | Andrei Rybakou     | Biélorussie               | A      | 84.09 | 175          | 175          | 180          | —            | —                | —                | —                | —                | Abd   |
| –                                   | Gabriel Sâncrăian  | Roumanie                  | A      | 84.07 | 167          | 167          | 167          | —            | —                | —                | —                | —                | DSQ   |
| –                                   | Sohrab Moradi      | Iran                      | A      | 84.19 | 166          | 166          | 166          | —            | —                | —                | —                | —                | Abd   |
| –                                   | Ara Khachatryan    | Arménie                   | B      | 84.74 | 165          | 165          | 165          | —            | —                | —                | —                | —                | Abd   |
| –                                   | Benjamin Hennequin | France                    | A      | 84.44 | 163          | 163          | 163          | —            | —                | —                | —                | —                | Abd   |
| –                                   | Apti Aukhadov      | Russie                    | A      | 84.75 | 169          | 173          | 175          | –            | 205              | 210              | 212              | –                | DSQ   |
| –                                   | Rauli Tsirekidze   | Géorgie                   | B      | 84.49 | 162          | 167          | 167          | –            | 195              | 200              | 202              | –                | DSQ   |